# KFC Schoten SK
Dernière mise à jour : 3 août 2017.
Le Koninklijke Football Club Schoten Sportkring (ou K. FC Schoten SK)est un club belge de football basé à Schoten. Fondé en 1920, ce club porte le matricule 956. Ses couleurs sont Vert et Jaune.
Le matricule 956 évolua 13 saisons en séries nationales, dont 7 en Division 3. Il évolue en troisième provinciale lors de la saison 2017-2018.

## Le club
Reconstitué en 1920 sur les bases d'un premier club fondé pendant la Première Guerre mondiale, Schoten SK accéda aux séries nationales en 1934. Après deux saisons, le cercle anversois dut redescendre. Soixante ans s'écoulèrent avant que le matricule 956 ne revienne en "nationale".
Mais le désormais K. FC Schoten SK fêta dignement son retour en empochant le titre de Promotion et en accédant directement à la Division 3. Le club y réalisa plusieurs saisons intéressantes décrochant même, en 1999-2000, une place au tour final pour la montée au 2e niveau national.

Malheureusement, l'image du club fut gravement ternie durant la saison 2001-2002. En raison d'une tentative de corruption pratiquée la saison précédente, le matricule 956 fut lourdement sanctionné : relégation d'un niveau et 12 points de pénalité pour entamer le championnat suivant. En 2002-2003, Schoten réalisa une "bonne" saison mais ne put éviter la descente en Provinciales. Totalisant 32 points, le club échoua à 2 points de la 12e place salvatrice. Sans la pénalité, Schoten aurait fini 5e et probablement décroché une place au tour final.
Revenu en "nationale", en 2005, le K. FC Schoten SK joua quatre saisons avant de devoir à nouveau retourner dans les séries provinciales.

## Historique
- 1916 : 16/05/1916, fondation de SCHOOTEN SPORTKRING. Le club s'affilia à l'UBSFA.
- 1920 : 25/01/1920, SCHOOTEN SPORTKRING démissionna de la Fédération.

- 1920 : fondation SCHOOTEN SPORTKRING (reconstitution du club homonyme créé en 1916).
- 1921 : 14/09/1921, SCHOOTEN SPORTKRING s'affilia à l'l'URBSFA.
- 1926 : 21/12/1926, SCHOOTEN SPORTKRING est mis en instance de radiation.
- 1927 : 14/04/1927, SCHOOTEN SPORTKRING fut radié mais cette radiation fut considérée nulle et non avenue. Le club se réaffilia le 14/09/1927 et se vit attribuer le matricule 956. (note foot 100 asbl : selon les règlements fédéraux de 2007, le club aurait reçu un numéro matricule proche de 158)
- 1946 : fondation de HOOGMOLEN SPORT SCHOTEN qui s'affilia à "Arbeiderssportverbond", une fédération rivale de l'URBSFA.
- 1955 : 19/04/1955, SCHOOTEN SPORTKRING (956) fut reconnu Société Royale et prit le nom de KONINKLIJKE FOOTBALL CLUB SCHOTEN SPORTKRING (956), le 26/05/1955.
- 1956 : 06/07/1956, HOOGMOLEN SPORT SCHOTEN s'affilia à l'URBSFA qui lui attribua le matricule 5920.
- 1992 : 01/07/1992, fusion de KONINKLIJKE FOOTBALL CLUB SCHOTEN SPORTKRING (956) et HOOGMOLEN SPORT SCHOTEN (5920) pour former KONINKLIJKE FOOTBALL CLUB SCHOTEN SPORTKRING (5920).

## Résultats dans les divisions nationales
Statistiques mises à jour le 21 juin 2013

### Bilan
| Niv | Divisions     | Jouées | Titres | TM Up | TM Down |
| --- | ------------- | ------ | ------ | ----- | ------- |
| I   | 1re nationale | 0      | 0      |       |         |
| II  | 2e nationale  | 0      | 0      |       |         |
| III | 3e nationale  | 7      | 0      | 1     |         |
| IV  | 4e nationale  | 6      | 1      |       |         |
| V   | 5e nationale  | 0      | 0      |       |         |
|     |               |        |        |       |         |
|     | TOTAUX        | 13     | 1      | 1     | 0       |

- TM Up : test-match pour départager des égalités, ou toutes formes de Barrages ou de Tour final pour une montée éventuelle.
- TM Down : test-match pour départager des égalités, ou toutes formes de Barrages ou de Tour final pour le maintien.

### Classements saison par saison
| Ordre | Saison  | Nom du club      | Niveau                 | Classement final | Remarques                         |
| ----- | ------- | ---------------- | ---------------------- | ---------------- | --------------------------------- |
| 1     | 1934-35 | Schoten SK       | Promotion (D3) série B | 8e/14            |                                   |
| 2     | 1935-36 | Schoten SK       | Promotion (D3) série B | 12e/14           | Relégué !                         |
|       |         |                  |                        |                  | séries régionales et provinciales |
| 3     | 1996-97 | K. FC Schoten SK | Promotion série B      | Champion         | Promu !                           |
| 4     | 1997-98 | K. FC Schoten SK | Division 3 série B     | 11e /16          |                                   |
| 5     | 1998-99 | K. FC Schoten SK | Division 3 série B     | 5e /16           |                                   |
| 6     | 99-2000 | K. FC Schoten SK | Division 3 série A     | 7e /16           | Tour final                        |
| 7     | 2000-01 | K. FC Schoten SK | Division 3 série A     | 4e /16           |                                   |
| 8     | 2001-02 | K. FC Schoten SK | Division 3 série A     | 12e /16          | Relégué !                         |
| 9     | 2002-03 | K. FC Schoten SK | Promotion série B      | 14e /16          | Relégué !                         |
|       |         |                  |                        |                  | séries provinciales               |
| 10    | 2005-06 | K. FC Schoten SK | Promotion série B      | 10e /16          |                                   |
| 11    | 2006-07 | K. FC Schoten SK | Promotion série B      | 7e /16           |                                   |
| 12    | 2007-08 | K. FC Schoten SK | Promotion série B      | 5e /16           |                                   |
| 13    | 2008-09 | K. FC Schoten SK | Promotion série B      | 16e /16          | Relégué !                         |
|       |         |                  |                        |                  | séries provinciales               |

### Sources et liens externes
- DICTIONNAIRE DES CLUBS AFFILIES A L'URBSFA DEPUIS 1895 - archives URBSFA et foot 100 asbl
- Site officiel du K. FC Schoten SK